# Smedsede, Kyrkslätt
Smedsede (finska: Sepänkannas) är en by i Kyrkslätt i det finländska landskapet Nyland. Byn ligger öster om Kantvik cirka 4 kilometer från Kyrkslätts centrum. I Smedsede finns bland annat ett daghem som färdigställdes 2016. 